# Fazzt Race Team
Het Fazzt Race Team was een Canadees raceteam dat in 2010 deelnam aan de IndyCar Series. Het werd opgericht door zakenman Andre Azzi, voormalig Kelley Racing mede-eigenaar Jim Freudenberg, autocoureur Alex Tagliani en acteur Jason Priestley.
Het team kende zijn roots als het Rubicon Race Team toen het met Max Papis zich onsuccesvol probeerde te kwalificeren voor de Indianapolis 500 van 2008. In 2010 ging het team fulltime aan de slag met co-eigenaar Alex Tagliani als rijder. Het team begon veelbelovend aan het seizoen in de IndyCar Series. Tagliani kwalificeerde zich op de tweede plaats voor de eerste race van het seizoen op het stratencircuit van São Paulo maar in de race werd hij aangereden door Dan Wheldon met een vroegtijdig einde van de race tot gevolg.
In 2011 werd het team overgekocht en samengevoegd bij Sam Schmidt Motorsports. Coureur Alex Tagliani maakte eveneens de overstap naar het team van Sam Schmidt.